# Akodon mystax
Akodon mystax é uma espécie de mamífero da família Cricetidae. Endêmica do Brasil, onde pode ser encontrado nos estados de Minas Gerais e Rio de Janeiro.